# Американский оборотень в Лондоне
«Американский оборотень в Лондоне» (англ. An American Werewolf in London) — комедийный фильм ужасов совместного производства Великобритании и США, поставленный режиссёром Джоном Лэндисом по собственному сценарию. В главных ролях снялись Дэвид Нотон, Дженни Эгаттер, Гриффин Данн и Джон Вудвайн. Название представляет собой нечто среднее между «Американцем в Париже» и «Лондонским оборотнем».
Фильм рассказывает о двух американских туристах, Дэвиде и Джеке, на которых во время путешествия по Англии нападает оборотень, в результате чего Дэвид стал оборотнем в следующее полнолуние.
Лэндис написал первый черновик сценария в 1969 году, но не мог получить финансирование более десяти лет — финансисты считали, что сценарий Лэндиса был слишком пугающим, чтобы быть комедийным фильмом, и слишком юмористическим, чтобы быть фильмом ужасов. Достигнув успеха в Голливуде с комедиями «Солянка по-кентуккийски», «Зверинец» и «Братья Блюз», Лэндис смог получить финансирование от PolyGram Pictures для производства фильма.
Фильм был выпущен 21 августа 1981 года в США компанией Universal Pictures. Он имел критический и коммерческий успех, получив премию «Сатурн» за лучший фильм ужасов и первую в истории премию «Оскар» за лучший грим. С момента своего выхода он получил статус культовой классики. Продолжение, «Американский оборотень в Париже», было выпущено Hollywood Pictures в 1997 году и получило в основном негативные отзывы после его выпуска.

## Сюжет
На двоих американских студентов, Дэвида и Джека, путешествующих ночью в полнолуние по глухой местности Англии, нападает неизвестное животное, похожее на огромного волка размером с тигра. В результате чего Джек погибает, растерзанным насмерть животным, а Дэвида спасают местные жители, застрелившие зверя. Дэвида в бессознательном состоянии доставляют в больницу Лондона. По официальной версии полиции деревни, Джека убил беглый сумасшедший. У Дэвида после нападения неизвестно животного остались царапины на груди и щеке. Животное успело укусить его в грудь и щёку перед тем, как охотники его расстреляли из ружей насмерть, а после того, как его расстреляли, на глазах у теряющего сознания Дэвида превратилось в мёртвого голого человека. Дэвиду во сне снятся кошмары (в частности например, ему снится, что он бегает по лесу и загрызает лесную косулю), а вскоре ему в больницу Лондона, и в дом медсестры Алекс, является страшный призрак разлагающегося трупа Джека и сообщает, что на них напал огромный волк-оборотень, и что скоро Дэвид сам станет оборотнем. Джек предлагает Дэвиду покончить с собой до наступления очередного полнолуния, иначе это может грозить чрезвычайно серьёзной опасностью для окружающих людей. Однако Дэвид не верит Джеку. У него завязывается любовный роман с медсестрой Алекс, у которой он поселяется после выписки из больницы.
Дэвид рассказывает следователям Скотленд-Ярда о напавшем на него чудовище, но полицейские ему не верят. Не верит полиция и доктору больницы Хиршу, проведшему собственное расследование (он съездил в деревню и выпытал правду об оборотне у запуганных местных жителей). Доктор Хирш хочет вернуть Дэвида в больницу для проведения дополнительного обследования, но не успевает.
С наступлением полной луны, как и предсказывал Джек, Дэвид в страшных муках превращается в огромного зверя-оборотня и отправляется на улицы Лондона в поисках человеческих жертв. Его жертвами становится лондонец в пустом ночном метро, супружеская пара, бездомные люди на городской свалке. На рассвете он просыпается в зоопарке в клетке с волками, полностью голым, но ничего не может вспомнить о вчерашней ночи. В газетах же появились сообщения о шести человеческих жертвах, растерзанных ночью волком-оборотнем Дэвидом. В кинотеатре, куда позже заходит Дэвид, Джек вновь является ему и настоятельно просит его покончить с собой, показывая ему и знакомя его с призраками шести его несчастных человеческих жертв, иначе очередной беды не избежать. Однако попытки Дэвида совершить самоубийство оказываются тщетными, и с наступлением ночи он снова оборачивается чудовищем, начиная нападать на людей и убивать их (он загрызает зрителей на ночном сеансе в кинотеатре и, по злой иронии судьбы, следователя Скотленд-Ярда, ведущего расследование по делу Дэвида и не верящего в оборотней). На этот раз полиция выслеживает оборотня и загоняет в тупик. Приехавшая на выручку Алекс пытается утихомирить Дэвида-оборотня, признаваясь ему в любви. Но когда он, рыча и оскалясь, бросается на Алекс, полицейские расстреливают его насмерть из винтовок. Мёртвый Дэвид возвращается в нормальное человеческое состояние и лежит голый, распростёртый на земле. Алекс, видя Дэвида мёртвым, горько плачет.

## В ролях
| Актёр          | Роль                        |
| -------------- | --------------------------- |
| Дэвид Нотон    | Дэвид Кэсслер               |
| Гриффин Данн   | Джек Гудман                 |
| Дженни Эгаттер | медсестра Алекс Прайс       |
| Джон Вудвайн   | доктор Джей Эс Хирш         |
| Лайла Кэй      | официантка                  |
| Фрэнк Оз       | мистер Коллинз / мисс Пигги |
| Дэвид Шёфилд   | игрок в дартс               |
| Джон Лэндис    | мужчина, выброшенный в окно |

## Производство
Съемки проходили с февраля по март 1981 года, потому что режиссер Джон Лэндис хотел, чтобы действие фильма происходило в плохую погоду.
Болота были сняты вокруг Блэк-Маунтинс в Уэльсе, а Восточный Проктор на самом деле представляет собой крошечную деревню Крикадарн, примерно в десяти километрах к юго-востоку от Билт-Уэллса. Паб «Забитый ягненок», показанный в фильме, на самом деле был коттеджем, расположенным в Крикадарне, а внутренние сцены снимались в «Черном лебеде», «Олд-лейн», «Мартирс-Грин» в графстве Суррей.
«Американский оборотень в Лондоне» стал первым фильмом, который разрешили снимать на площади Пикадилли за последние 15 лет. Лэндис добился этого, пригласив 300 сотрудников столичной полицейской службы Лондона на показ своего нового фильма «Братья Блюз». Полиция была настолько впечатлена его работой, что предоставила разрешение на съемку на две ночи с 1 до 4 часов утра.

## Критика
В рецензии 2000 года кинокритик Джеймс Берардинелли отмечал, что за 20 лет с момента выхода фильм стал «культовой классикой» и зачастую рассматривается как превосходная комедия ужасов. Однако, по мнению Берардинелли, такая оценка несколько завышена. Фильм получился хороший, но не превосходный, считает критик, указывая на слабую концовку и ряд неубедительных сцен.
Том Хаддлстон из Time Out дал фильму положительную рецензию, назвав его «не просто кровавым, но и пугающим, не просто смешным, но и умным».
Рецензия Роджера Эберта была менее положительной; он дал фильму 2 звезды из 4 и заявил, что фильм «кажется на удивление незавершенным, как будто режиссер Джон Лэндис потратил всю свою энергию на захватывающие декорации, а затем не хотел возиться с такими вещами, как переходы и развитие персонажей».

## Награды
Фильм удостоился премии «Оскар» за лучший грим (Рик Бейкер), премии «Сатурн» за лучший фильм ужасов и лучший грим, а также двух номинаций на премию «Сатурн» за лучший сценарий и лучшую актрису.
Опрос критиков и читателей журнала Empire, проведенный в 2008 году, назвал «Американского оборотня в Лондоне» 107-м величайшим фильмом всех времен.

## Продолжение
В 1997 году был снят фильм «Американский оборотень в Париже», отчасти являющийся продолжением фильма Лэндиса. Никто из актёров и съёмочной группы оригинального фильма не участвовал в сиквеле.